# تيري دويل
تيري دويل (بالإنجليزية: Terry Doyle)‏ هو لاعب كرة قاعدة أمريكي، ولد في 2 نوفمبر 1985 في كونكورد في الولايات المتحدة.

## وصلات خارجية
- تيري دويل على موقع دوري كرة القاعدة الرئيسي (الإنجليزية)
- تيري دويل على موقع الدوري الياباني لكرة القاعدة (الإنجليزية)
- تيري دويل على موقعبيزبول رفرنس.كوم (الدوري الثانوي) (الإنجليزية)
- تيري دويل على موقع إي إس بي إن.كوم (أم.أل.بي) (الإنجليزية)
- تيري دويل على موقع مشجعي الرسوم البيانية (الإنجليزية)